# Зла гора
Зла гора је планина северозападно од Никшића, источни наставак масива Његош планине. Највиши врх Зле горе назива се Шљемен и досеже до 1 459 m надморске висине. Са њега се пружа панорамски поглед на град Никшић са комплексом Морачких планина у позадини, Орјеном, Бијелом Гором и Пустим лисцем на југу, односно Војником, Голијом и Дурмитором на северној страни. 
Пространство Зле горе је некадашњи сточарски крај, чија су села, смештена у њеном подножју, била позната по јагњетини. Културе које се гаје на овом планинском земљишту посебног су квалитета. По томе је карактеристично село Трепча, чија је раван на висини око 800 m, а нарочито су питоми локалитети до 1 000 m. На простору планине расте дрвеће под називом Зановет, који је омиљена храна за козе, што се одражава на квалитет јаретине. Зановет је ендемска биљка, латинског назива Peitteria ramentacea, а има је у изобиљу нарочито у Доњим Трепчима. Зла гора одликује се шароликим саставом шума и племенитошћу шумског богатства као последице састава тла, где су стена и црница заједно.